# Cengiz Kurtoğlu
Cengiz Kurtoğlu (* 5. Mai 1959 in Artvin) ist ein türkischer Musiker der arabesken Musik.

## Leben und Karriere
Kurtoğlu wuchs in Rize auf. 1984 zog er nach Istanbul. Cengiz Kurtoğlu ist der Vater des Pop-Sängers Aydın Kurtoğlu. Am 12. September 1984 veröffentlichte er sein erstes Album Sen Sözden Anlamaz Mısın?.
2010 kam sein Album Sessizce raus. Mit dem Sänger Hakan Altun entstand im Jahr 2018 das erfolgreiche Kollaborations-Album Usta Çırak, welches im Jahr 2020 mit dem Altın Kelebek Award zum Besten Musikprojekt gekürt wurde.
In seiner Musiklaufbahn machte er mit Songs wie Küllenen Aşk, Resmini Öptümde Yattım, Saklı Düşler, Kül oder Yorgun Yıllarım auf sich aufmerksam.

## Diskografie

### Alben
| - 1984: Sen Sözden Anlamaz Mısın? - 1986: Unutulan - 1987: Yıllarım - 1988: Bizim Şarkımız - 1989: Hayatımı Yaşıyorum - 1990: Aşkımız İçin - 1991: Gözlerin - 1992: Sensiz Kutladım - 1994: Seven Benim - 1996: Seviyorum - 1998: Hain Geceler | - 1999: Gözü Yaşlı Yaşanmıyor - 2000: Sözlerim Sevenlere - 2000: Hiç Aklıma Gelmemişti - 2001: Yalancı Bahar - 2003: Yorgun Yıllarım - 2003: Sensiz Olmuyor - 2005: Ayrilik Saati - 2006: Canın Sağolsun - 2006: Duygu Efsanesi - 2010: Sessizce - 2014: Saklı Düşler |

### Kompilationen
- 1997: Unutulmayanlar / Unutulan
- 1999: Unutulmayanlar 2
- 2014: Seçmeler
- 2017: Canın Sağolsun / Mum Gibi

### EPs
- 2015: Yaranamadım - Aşk Sokağı
- 2022: Candan Sevmeli

### Kollaborationen
- 2018: Usta Çırak (mit Hakan Altun)

### Bekannte Songs
- 1986: Küllenen Aşk
- 1986: Unutulan
- 1986: Liselim
- 1986: Duvardaki Resim
- 1988: Resmini Öptümde Yattım
- 2014: Saklı Düşler
- 2014: Kül
- 2018: Yorgun Yıllarım (mit Hakan Altun)
- 2018: Duyanlara Duymanlara (mit Hakan Altun)

## Auszeichnungen
- 2020: Altın Kelebek Award in der Kategorie Bestes Musikprojekt (für Usta Çırak)